# De jagers van de dageraad
De jagers van de dageraad is een stripalbum dat voor het eerst is uitgegeven in juli 2003 met René Hausman als schrijver, tekenaar en inkleurder en Didier Gonord als grafisch vormgever. Deze uitgave werd uitgegeven door Dupuis in de collectie vrije vlucht.